# Ахали-Годагдаги
Ахали-Годагдаги (груз. ახალი გოდაგდაგი, азерб. Gödəkdağ) — село в подчинении сельской административно-территориальной единицы Карабулахи Дманисского муниципалитета, края Квемо-Картли Грузии со 100 %-ным азербайджанским населением. Находится в юго-восточной части Грузии, на территории исторической области Борчалы.

## История

### Топоним
Топоним села Гедагдаги (азерб. Gödəkdağ) в переводе с азербайджанского языка на русский язык означает «Короткая гора».
На счет происхождения топонима есть несколько версий. По одной из них название села связано с именем тюркского племени Гет или же огузского племени Годекли. По другой версии топоним образован из слияния слова «Даг» (рус. «Гора») и названия Хазарского племени Годакляр.

## География
Село находится на Башкечидском плато, в 9 км от районного центра Дманиси, на высоте 1450 метров от уровня моря.

## Население
По данным Государственного статистического комитета Грузии, согласно официальной переписи 2002 года, численность населения села Гедагдаги составляла 362 человека и на 100 % состояла из азербайджанцев.
По переписи населения 2014 года численность населения села Ахали-Годагдаги составила 159 жителей.

## Экономика
Население в основном занимается овцеводством, скотоводством и овощеводством.

## Достопримечательности
- Средняя школа[7]

## Известные уроженцы
- Дроздов, Иван Алексеевич - участник Великой Отечественной войны, погиб 5 августа 1942 года при селе Озеренки, Орловской области.[11]